# Help Wanted
Help Wanted (укр. Потрібен помічник) — перша (пілотна) серія першого сезону мультсеріалу «Губка Боб Квадратні Штани», прем'єра якої відбулась 1 травня 1999 року. В Україні прем'єра відбулась 30 серпня 2010 року на QTV  і  1 лютого 2018 на ПлюсПлюс.

## Сюжет
Оповідач з французьким акцентом розповідає про підводне містечко Бікіні Боттом. Саме там у будинку-ананасі мешкає Губка Боб Квадратні Штани. Його будить гучний будильник і він каже своєму улюбленцеві морському равлику Ґері, що сьогодні важливий день і він має бути в чудовій фізичній формі. Губка Боб піднімає штангу з іграшками, і вибігає з дому з криком: «Я готовий». По дорозі йому бажає удачі його найкращий друг морська зірка Патрік, що мешкає під каменем по сусідству з Бобом. 
Губка Боб прийшов до «найкращого закладу харчування з будь-яких закладених» — «Красті Крабс». Він збирається влаштуватись туди працювати, оскільки там потрібен помічник, та все ж таки не наважується і тікає. На дорозі йому трапляється Патрік, який доводить йому, що він вже давно готовий влаштуватись у «Красті Крабс», і з криком: «Я готовий!» він помчав до ресторану. На вході стоїть ще один його сусід та касир «Красті Крабс» — восьминіг Сквідвард, що ненавидить Губку Боба, за те, що той постійно його дратує, протираючи вхідні двері, на яких написано, що він невдаха, і бачить, що Боб мчить до ресторану, щоб влаштуватись на роботу. Він намагається попередити свого боса Містера Юджина Крабса — краба-скнару, щоб не приймав його на роботу, бо його йому і вдома вистачає, проте він не встигає. Губка Боб заходить до ресторану, заявляє про свій намір, спотикається об цвях та гепається підлогою та стінами і все ж падає на підлогу. Пан Крабс сумнівається в тому, що він буде корисним для його закладу. Губка Боб просить, щоб це підтвердив Сквідвард, та він зробив навпаки і щоб його здихатись пан Крабс влаштовує йому випробування, якщо він його виконає, то він прийнятий. Він просить принести йому «гідродинамічну лопатку з пилоприбамбасами та турбоприводом» і Боб вирушає на пошуки. 
Тим часом, до «Красті Крабс» приїхало чотири автобуси з купою голодних анчоусів, вони забігли в ресторан з вигуком:«Їсти!», та влаштували безлад. Сквідвард намагався їх утихомирити, проте у нього нічого не вийшло. Анчоуси почали підкидати їх доверху, вони були схожі на бурхливий океан. Вони закинули їх на щоглу, а тим часом повертається Губка Боб з виконаним замовленням (гідродинамічна лопатка з пилоприбамбасами та турбоприводом) і вирушає на кухню. Там він одразу починає готувати крабові петті, і годує анчоусів. Коли останній анчоус отримав свою крабову петті, пан Крабс приймає його на роботу, дарує йому табличку з ім'ям і викрикає потрійне «ура» на честь свого нового кухаря. Сквідвард марно намагається сказати панові Крабсу, щоб він не приймав його на роботу, замість того, щоб його послухати він пішов у кабінет рахувати виручені гроші. Приходить Патрік і замовляє одну крабову петті, а Губка Боб летить на кухню і створює величенький потік крабових Петті і вони разом з Патріком вилітають з ресторану. Сквідвард намагається розповісти начальнику, що накоїв його новий працівник.